# Rogers Media
Rogers Media ist ein Tochterunternehmen von Rogers Communications und das größte kanadische Medienunternehmen mit Hauptsitz in Toronto, Ontario, Kanada. Das Unternehmen verfügt über 70 Verbraucher und Wirtschaftspublikationen. Des Weiteren betreibt das Unternehmen 55 Radiosender landesweit. Darüber hinaus zählen noch mehrere lokale Fernsehsender sowie Kabelfernsehsender. Das Unternehmen tritt als Sponsor der Toronto Blue Jays auf und ist auch durch das Rogers Centre in Toronto sowie des Rogers Place in Edmonton bekannt. Des Weiteren produziert das Unternehmen Internetinhalte und vertreibt diese über die eigenen Vertriebswege.

## Geschichte
Rogers Media wurde durch die Übernahme der Anteile von Maclean-Hunter im Jahre 1994 gegründet. Das Unternehmen übernahm alle Fernsehsender, Hörfunksender sowie alle Fernsehsender sowie die Printmedien. Die Teilbereiche wurden in zwei Bereiche aufgegliedert: Broadcasting (Hörfunk und Fernsehsender) sowie Publishing (Printmedien).

## Geschäftsbereiche

### Hörfunksender
Die Gruppe verfügt über 55 Radiosender die sich landesweit verteilen (Auszug):
| Stadt        | Branding        | Frequenz | Format                 |
| ------------ | --------------- | -------- | ---------------------- |
| Smiths Falls | Country 101.1   | 101,1 FM | Today’s best Country   |
| Edmonton     | 91.7 The Bounce | 91,7 FM  | Contemporary Hit Radio |
| Toronto      | Kiss 92,5 FM    | 92,5 FM  | Top 40                 |
| Calgary      | JACK FM 96,9    | 96,9 FM  | Mix                    |
| Vancouver    | JACK FM 96,9    | 96,5 FM  | Mix                    |

### Fernsehsender
- City TV
- Omni TV
- OLN
- G4
- FX Canada
- Bio
- Sportsnet

### Publishing
Das Unternehmen verfügt über 70 Printmedien (Auszug):
- Advisors.ca
- Conseiller
- Canadian Business
- MoneySense
- MacLeans
- Health Research & Innovation
- Flare

## Belege
1. ↑  Rogers Media - Radio Overview, abgerufen am 4. August 2013. (Memento vom 2. September 2013 im Internet Archive)
2. ↑  Rogers Publishing - Our Brands, abgerufen am 4. August 2013. (Memento vom 29. Juli 2013 im Internet Archive)